# Edmond Delhougne (sr.)
Joseph Edmond (Edmond) Delhougne (Sittard, 25 november 1896 – Roermond, 24 juli 1966) was een Nederlands jurist, van 1939 tot 1966 president van de Rechtbank Roermond.

## Levensloop
Hij was een zoon van de Sittardse bankier, Francois Hubert Edmond Delhougne (Frans) (1858-1921), en zijn vrouw Marie Louise Leonie Mélotte (1859-1924). Na het gymnasium in Sittard en Rolduc studeerde hij rechten aan de Gemeente Universiteit in Amsterdam, waar hij op 14 juni 1922 promoveerde. Op 12 oktober dat jaar werd hij ingeschreven en beëdigd als advocaat-procureur bij de rechtbank in Roermond en begon zijn werkzaamheden ten kantore van mr. August Mostart, Kapellerlaan 18 (nu 30) in Roermond. Na zijn overlijden in 1923 nam Delhougne dit kantoor over en volgde Mostart op als juridisch adviseur van de Limburgse Land- en Tuinbouwbond.
In januari 1929 werd hij benoemd tot rechterplaatsvervanger van de arrondissementsrechtbank in Roermond. Op 5 februari 1937 werd hij gekozen tot deken van de plaatselijke Orde van Advocaten.
In 1939 volgde hij Frans Bolsius op als president van de arrondissementsrechtsbank in Roermond. Hij was op dat moment 42 jaar oud en daarmee de jongste van zijn ambtgenoten in Nederland. Na de bevrijding nam hij deel aan de bijzondere rechtspleging als vice-voorzitter van het bijzonder gerechtshof in 's-Hertogenbosch en voorzitter van de kamers in Maastricht en Roermond. In januari 1965 ging hij met pensioen.
Daarnaast bekleedde Delhougne verschillende bestuursfuncties. Vanaf 1934 was hij lid van de hoofdraad van de Sint-Vincentiusvereniging, waarin hij ook plaatselijk een actieve rol speelde. Verder was hij van 1931 tot 1942 lid van de raad van toezicht en van 1942 lid en vanaf 1958 voorzitter van de raad van bestuur van de Boerenleenbank in Eindhoven, voorzitter van het bestuur van Huize Sint-Joseph in Roermond en lid van het kerkbestuur van de parochie van de Heilige Geest.
In 1950 werd hij benoemd tot ridder en in 1956 tot commandeur in de Orde van Sint-Gregorius de Grote. Op 1 april 1964 werd hij, ter gelegenheid van zijn zilveren jubileum als rechtbankpresident, benoemd tot ereburger van Roermond. Ook was hij ridder in de Orde van de Nederlandse Leeuw.
Delhougne trouwde op 13 juli 1925 in Roermond met Anna Maria Jacqueline Hubertine Mostart (Anny), dochter van de Roermondse notaris August Hubert Mostart en zijn vrouw Maria Anna Johanna Vleugels (Antoinette). Hun zoon was de genealoog, Edmond Delhougne (jr.).